# Pelegrín Martín y Martí
Pelegrín Martín y Martí, (n. Barcelona, España; 1816 - f. Santiago de Chile; 1906). Médico y académico español, radicado en Chile en 1847. Hijo del Dr. catalán Tomás María Martín y Francisca Martí, vecinos de La Escala, Gerona, municipio hubicado al norte de la Costa Brava, próximo a la frontera con Francia.
Se casó en Santiago de Chile en 1848 con la dama chillaneja Isidora Mieres Lantaño, hija única de José Miguel Mieres y nieta de Clemente Lantaño. Tuvieron 10 hijos.
Estudió medicina en la Universidad de Barcelona,  de donde se graduó en julio de 1847. Ese año fue invitado por el Gobierno del Presidente Manuel Bulnes y por el entonces rector de la Universidad de Chile Andrés Bello a formar la Facultad de Medicina e integrarse al cuerpo de académicos de la naciente Universidad, encabezado por el médico irlandés Guillermo Blest y por el médico francés Laurent Sazie.
Hablaba francés y latín, lo que ayudó en su relación con el Dr. Sazie. Ambos fueron pioneros en la aplicación de cloroformo como anestesia general en el país, procedimiento revolucionario para la época, siendo el Dr. Martín el primero en aplicar esta técnica en la provincia de Ñuble.
Fue un incansable investigador de las propiedades curativas de las aguas sulfurosas de las termas de Chillán. En 1855, el General José Rondizzoni lo invita a escribir sus descubrimientos y resultados, los que finalmente fueron plasmados en su reconocida obra “Baños de la Cordillera: Estudios sobre las aguas sulfurosas del Chillán” publicada en 1858 e impresa en Valparaíso por Tornero y compañía, ampliada en 1869 y completada en 1889 con el título de "Estudios Médicos sobre las Aguas Minerales del Chillán: Baños de la cordillera del Renegado". Ejemplares aún vigentes y disponibles en la Biblioteca Nacional de Santiago y de la Universidad de Chile.
También destacó por su trascendente labor como médico, director y benefactor del antiguo hospital de Chillán, el que sería reemplazado en 1945 gracias a la donación de su hija menor, Herminda Martin, en el recinto de salud que llevaría su nombre; contó con 10 000 m² y poco menos de 400 camas, pasando a ser el principal centro asistencial de Ñuble y uno de los más modernos del país.
- En 1878, fundó el Club de Ñuble, este junto con el Club de la Unión de Santiago fueron los primeros clubs sociales del país.
- Impulsor y benefactor del Cuerpo de Bomberos de Chillán, fundado en 1880.
- En 1892, fundó la Décima Compañía de Bomberos de Santiago "Bomba España".
- Impulsor y benefactor de la Escuela Práctica de Agricultura de Chillán, fundada en 1895.
- Miembro vitalicio del cuerpo de académicos de la Universidad de Chile.
- Miembro de la Junta Provincial de Educación de Chile, de la Junta de Educación de Ñuble y de la Junta de Beneficencia de Ñuble.

Muere en 1906 con 90 años. Sus restos están enterrados en el mausoleo de la familia Mieres en el Cementerio General de Santiago.

## Citas relevantes
Información textual a las originales publicaciones.
Estudioso de las aguas termales

En cuanto a sus beneficiosas características y particularidades de la composición de sus aguas, llamaron la atención de eminentes médicos que realizaron interesantes estudios sobre el uso beneficioso de esta agua para el tratamiento de diversas patologías. Así estudios realizados por los doctores; Schneider, E. Cortinez, Javier Tocornal y el Dr Pelegrin Martín y Martí dan cuenta fehaciente y científica sobre la utilidad de su uso como tratamiento terapéutico. En especial el eminente Dr. Pelegrin Martín y Martí fundador de la distinguida y prominente familia chillaneja que lleva su apellido y que ha estado presente en tantas obras de bien para la comunidad de Chillán. El trabajo del Dr Pelegrin Martín y Martí es sin duda el más extenso de todos ellos, lo que demuestra su fe cierta sobre esta agua y sus propiedades curativas. En su obra Estudio sobre las Aguas Sulfurosas de Chillán, impresa en Valparaíso en 1858 por Tornero y compañía. Hace un completo estudio sobre el uso medicinal de estas aguas para los tratamientos de diversas patologías y para aquellas en que su uso está contraindicado.

Hospital San Juan de dios

Históricamente, este hospital fue creado gracias a la iniciativa de los chillanejos que aunando voluntades, donaciones y solicitudes, pudieron lograr su ansiado objetivo a fines del siglo XVIII, encabezados por el vecino José Gambino y recibiendo el apoyo del intendente de Concepción, don Ambrosio O’Higggins en 1786, según nos cuenta el historiador y Obispo Muñoz Olave. Este proyecto fue una feliz realidad se dictó el decreto de su creación el 22 de febrero de 1791, firmado por el propio Gobernador O’Higgins. El violento terremoto de 1835, destruyó el hospital tras 44 años de servicio a la comunidad. El nuevo local seria ubicado en la nueva fundación que tanta polémica suscitó en su momento, quedando en una manzana dentro de las cuatro avenidas, en donde se construyó el nuevo establecimiento entre las calles Itata, Gamero, Rozas y la avenida Brasil. Entró en funciones hacia 1840 y el cual prestó valiosos servicios hasta mediados de la década de 1870. En este local se desempeñaron médicos destacados como el famoso doctor Pelegrín Martín y Martí, estudioso de las aguas termales y destacado terrateniente.

Sucede con el Hospital San Juan de Dios surgido de la comunidad, en las postrimerías del siglo XVIII, liderado por el vecino José Gambino, sustentado en el mejor reparto del diezmo destinado al Hospital de Concepción. El proyecto encantó al procurador Juan Tiburcio Acuña y al gobernador, Ambrosio O’Higgins. Se funda el 22, febrero de 1791, bajo la dirección de Fray Rosauro Acuña, fraile de la Buena Muerte. El traslado Chillán (1835) determina un nuevo emplazamiento del Hospital en la manzana comprendida entre la Cañada del Poniente, Itata, Rosas y Gamero. Se financia con el diezmo de la Iglesia y por subvención estatal anual. Sin embargo, el buen funcionamiento dependía en gran medida de la caridad de personas como Doña Mercedes Urízar, legó el fundo “Hijuelas” de Niblinto; Don Manuel Unzueta Arrau, los predios “El Alazán” y “Santa Rita”, y don Darío Arrau Lagos, el fundo “El Romeral”, traspasados a la Junta de Beneficencia Pública administradora del Hospital. 
La “Sociedad de Señoras de Beneficencia” (1860), se une a la Junta, como primer voluntariado para acompañar enfermos. La Junta se reorganiza en 1886, con vecinos prestigiosos como Ignacio Brunet, Dr. Pelegrín Martín, Pedro Juan Solar, Deifilio Allende, Nicolás Álamos, Bernardo Paredes y Fernando Valdés. Administraba el Cementerio (en Libertad Oriente) el Lazareto para “variolosos” (1860), la Casa de Huérfanos y Hospicio (1868). 
El crecimiento de la ciudad obliga a pensar en un nuevo hospital (1874). Don José Miguel Mieres, donó $4.000 para la obra, más los terrenos para la Casa de Huérfanos. El diseño pertenece al ingeniero Manuel Munita Gormaz, a un costo de $70.000, incluyendo la Capilla (actual monumento Nacional), Casa de Huérfanos y Hospicio. Se inaugura el 8, diciembre de 1877, en el camino entre los dos Chillanes. Desde 1862, las Hermanas de la Caridad de San Vicente de Paul, atendían el Hospital. La epidemia de viruela en 1887, (2 mil víctimas en Ñuble y 800 en Chillán) moviliza a vecinos, como Gustavo Santander, José Abelino Acuña, José Toribio Pantoja, Benjamín Goldenberg y Julio Girard, a organizar un voluntariado antecesor a la “Cruz Roja”, colaborando con el Párroco, Vicente Las Casas, en el trágico evento, utilizándose las instalaciones del viejo hospital. El Hospital nuevo era administrado por don Pedro Juan Solar. En 1913, el Dr. Luís Santelices, crea la Asistencia Pública. Finalmente, en esta historia de altruismo, destaca Doña Herminda Martín Mieres, hija del Dr. Pelegrín Martín y de Doña Isidoro Mieres. Es la benefactora del siglo XX, testadora de un valioso legado para construir una maternidad para la mujer campesina, antes del colapso de 1939. La cuantía de la donación posibilitó la construcción del Hospital de Chillán en la década de 1940. 
La Escuela Práctica de Agricultura

Entre los cambios educacionales vividos en el Chillán de fin del siglo XIX, está la creación de la Escuela Práctica de Agricultura, fundada en 1885, por el Presidente Domingo Santa María, como póstuma compensación para los hijos de los soldados fallecidos durante la Guerra del Pacífico. Se pensó en la Quinta Agrícola, en el camino a “Cato”, para lo cual el gobierno aportó $80.000, en 1895. El resto debía obtenerse en una campaña pública, en la que tienen activa participación distinguidos vecinos como Anibal Zañartu, Juan Schleyer, Fernando Lantaño, Gonzalo Gazmuri, Benjamín Rivera, José Bernardo Paredes, Ignacio Brunet, Guillermo Witker, Dr. Pelegrín Martín, el P. Vicente Las Casas, Ramón Arrau, Francisco Rivas, Rudecindo de la Fuente, Sótero Mardones y otros. Estaban comprometidos con la educación.